# Alfred Augustus Stockton
Pour les articles homonymes, voir Stockton.
Alfred Augustus Stockton (1842-1907) est un avocat et un homme politique canadien du Nouveau-Brunswick.

## Biographie
Alfred Augustus Stockton naît le 2 novembre 1842 à Studholm, au Nouveau-Brunswick. Conservateur, il est élu le 23 août 1883 à l'Assemblée législative du Nouveau-Brunswick en tant que député de la circonscription de Saint-Jean et le reste jusqu'au 17 février 1899. Durant cette période, il est Chef de l'opposition de mars 1892 à 1899. Il se présente ensuite aux élections fédérales de 1900 dans la circonscription de la Cité et du comté de Saint-Jean mais est battu par Joseph John Tucker. Il est en revanche élu le 3 novembre 1904 dans cette même circonscription mais décède avant la fin de son mandat le 15 mars 1907.